# Konrad I av Böhmen
Konrad I av Böhmen, född 10??, död 1092, var en monark av Böhmen. Han regerade från 1092 till 1092.